# Escola Virginalista anglesa

S'anomenen virginalistes (virginalists) els compositors de teclat anglesos de finals del període Tudor i principis del període de Jaume I. 
El terme s'aplica també a vegades a altres compositors europeus del nord de la mateixa època com Jan Pieterszoon Sweelinck i Samuel Scheidt.

## Virginalistes anglesos
- John Blitheman
- John Brau
- William Byrd
- Giles Farnaby
- Richard Farnaby
- Orlando Gibbons
- William Inglot
- Thomas Morley
- John Munday
- Martin Peerson
- Peter Philips
- Ferdinando Richardson
- William Tisdale
- Thomas Tomkins